# 劉鑄伯

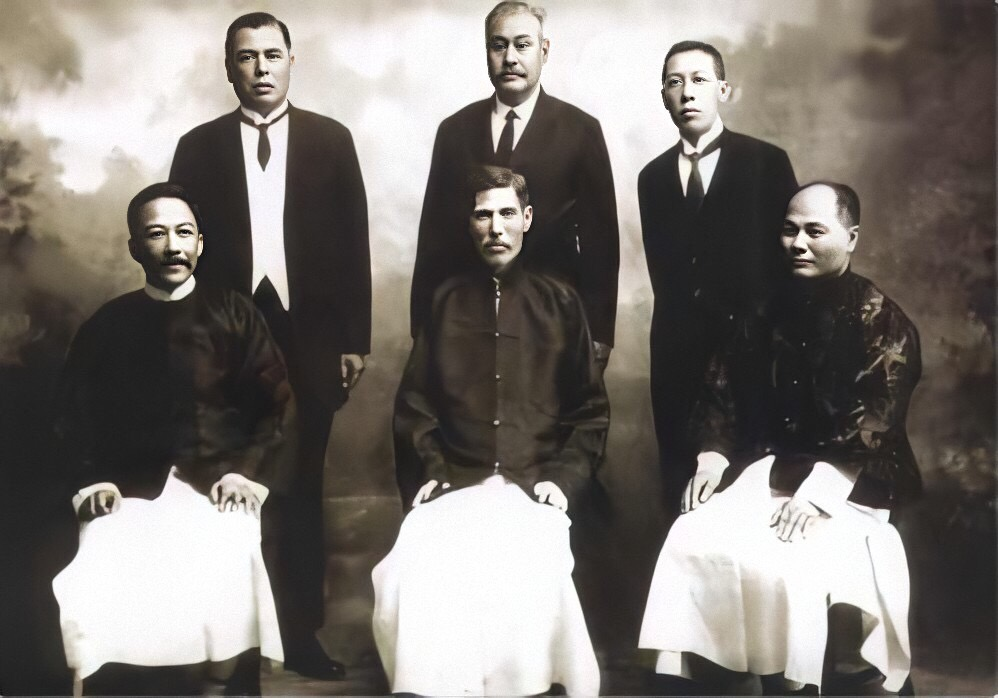
前排左起︰劉鑄伯、何東、何甘棠，後排左起︰何福、陳啟明、羅長肇。

劉鑄伯，CMG，JP（1867年6月5日—1922年5月3日）又名劉金祥、劉鶴齡，香港20世纪初的華人領袖。

## 生平
原籍廣東新安县平湖（现深圳市龙岗区平湖街道），香港出生。少年家貧，十二歲時父親逝世，仍刻苦耐勞，並考入中央書院，1885年更成為首位考獲史釗域獎學金的學生。畢業後，他曾於1885年在香港天文台任職總文員，三年後進入商界，出任多家公司的要職，包括屈臣氏公司中國部門的主管。1904年任東華醫院總理。1906年，任華商公局主席。1909年任東華醫院主席及潔淨局議員。1913年，任華商總會主席。1913年起任香港立法局議員，1917年至1922年任首席華人非官守議員。劉鑄伯貢獻良多，先後在香港創辦育才書社、孔聖會；又在家鄉平湖倡议设立车站（平湖站），創辦念婦賢醫院、紀劬勞學校等等。
他於1922年病逝，依其遗愿葬于平湖凤凰山，獲英廷追贈CMG勳銜。
長子劉德譜，油麻地小輪創辦人。